# Фокер T.V
Фокер T.V је бомбардерски авион направљен у Холандији. Авион је први пут полетео 1937. године.

## Пројектовање и развој
Доласком Хитлера на власт у Немачкој 1933. године, Ратно ваздухопловство Холандије постало свесно чињенице да мора темељније штитити своје границе нарочито ваздушни простор. С обзиром да су морске границе Холандије велике оне се нису могле штитити уобичајеним ловачким авионима због њиховог малог радијуса. За ту сврху се нису могли користити извиђачки патролни авиони због релативно слабог наоружања и слабе агилности (маневрабилности). Ратно Ваздухопловство се са овим проблемом обратило Фокеру а он је имао готов пројект великог двомоторног тешког ловца-разарача (авиона 111). Уз допуне (појачане бомбардерске функције) у новембру 1934. овај авион је прихваћен и тако је настао вишенаменски ловац-бомбардер који се могао користити и као извиђач великог долета. Авион је добио ознаку Фокер T.V а први пут је полетео 16. октобра 1937. године.
Поред наведених функција авион је замишљен и као командни авион за вођење веће групе лаких ловаца при масовнијим продорима у непријатељски ваздушни простор аналогно флотним саставима у морнарици. С обзиром да је Холандија у то време била поморска сила ове аналогије у ваздухопловној тактици су биле природне.
Фокер T.V је био велика летелица, на почетку пројекта био је то авион танког вретенастог трупа али додавањем разних функција добијен је лаки двомоторни бомбардер средње крилац, великог трупа са мешовитом конструкцијом.

## Технички опис
Труп авиона Фокер T.V је био елиптичног попречног пресека чистих аеродинамичких линија. Предњи део трупа са кокпитом је полумонокок конструкција направљена од алуминијума са носом од плексигласа, у који је био монтиран топ калибра 20 mm. У носу авиона је седео навигатор који је уједно и предњи стрелац. Средишњи део трупа и крила били су од дрвета (конструкција и облога) а репни део трупа имао је конструкцију од заварених челичних цеви обложен платном. На горњој страни трупа налазила се кабина пилота, радио оператера који је уједно и био задњи стрелац. Они су седели у заједничкој кабини покривеној провидним поклопцем направљеном од плексигласа. На крају те кабине био је монтиран митраљез који је штитио авион са задње горње полусфере. У трупу авиона се налазио боболук у који је било могуће сместити бомбе различитих тежина: 24х50;/12х100;/6х200;/4х300kg до укупне масе од 1.200 kg. На дну трупа су била двокрилна врата кроз која су избациване бомбе. У репном делу авиона се налазила репна митраљеска купола за заштиту задње полусфере авиона. Са десне стране трупа се налазе врата са степеницама за улаз у авион.
Сви авиони овог типа били су опремљени са 2 крилна, радијална ваздухом хлађена мотора Bristol "Pegasus" XXVI са 9 цилиндара, снаге 670 kW (912 KS) сваки. На вратилу ових мотора су наглављене трокраке металне елисе променљивог корака. Мотори су били обложени лименом капотажом која је усмеравала расхладну ваздушну струју на цилиндре мотора. Клапне на капотажи обезбеђују оптимално хлађење мотора, регулацијом ваздушне струје око цилиндара мотора. Ауспух за одвођење издувних гасова је усмеравао гасове испод крила авиона.
Крила су била трапезног облика са полукружним завршетком. Била су дебелог профила са две решеткасте рамењаче и проширањима за гондоле у које су качени крилни мотори авиона. Носачи мотора су били метална конструкција направљена од заварених челичних цеви и причвршћени за предњу рамењачу. У шупљине крила су смештени резервоари и све потребне инсталације и уређаји неопходни за исправно функционисане мотора и авиона.  Облога крила је била од шперплоче. Елерони и закрилца су били исте грађе као и основна конструкција крила.
На труп авиона са горње стране је причвршћен један хоризонтални стабилизатор за кога је причвршћено кормило дубине. На крајевима хоризонталног стабилизатора причвршћена су два верикална стабилизатора са кормилима правца. Конструкција и израда свих елемената репа су исти као и крила.
Предњи точкови су везани за конструкцију мотора и у току лета се увлаче у гондолу иза мотора. Точкови су опремљени кочницама и нископритисним гумама а ноге стајног трапа уљно пнеуматским амотизерима. Увлачење точкова у гондоле се обавља хидрауличним уређајем. Када су точкови увучени, за њима се затварају врата тако да се аеродинамички отпор смањује на минимум. На репу авиона је био постављен самоподесиви точак као трећа ослона тачка авиона. Он се у току лета не увлачи у труп авиона.
Предвиђено је да авион има стрељачко наоружање које се састоји од једног топа на прамцу калибра 20 милиметара и по два удвојена митраљеза за заштиту горње и доње задње сфере авиона и један митраљез у репу авиона. Предвиђено је да авион може да понесе 1.200 kg бомби следећих (калибара) тежина: 24х50;/12х100;/6х200;/4х300kg у трупу авиона.

## Верзије
Направљено је 16 авиона овог типа и сви су били потпуно идентични.

## Оперативно коришћење
Испоручена је серија од 16 авиона Фокер T.V холандском ратном ваздухопловству, који су носили војне регистрационе бројеве од 850 до 865; девет авиона T.V је било спремно за лет 9. маја 1940. када је Луфтвафе напао Холандију. За кратко време ратне службе са холандским пилотима одбране, у заједничкој формацији са ловцима Фокер D.XXI, 10. маја 1940. оборено је 13 непријатељских авиона у ваздуху - треба напоменути да се то догодило против транспортних авиона Јункерс Ju 52 и тиме онеспособили ваздушни десант. Заробљене авионе овог типа Немци су укључили у оперативну службу свог ваздухопловства.

## Земље које су користиле авион
- Холандија
- Нацистичка Немачка